# Иоаниди, Василий Иванович
Васи́лий Ива́нович Иоани́ди (1882, Бахчисарай, Таврическая губерния — 1971, Ленинград) — советский табачный мастер, создатель рецептов смесей многих известных советских табачных марок, в том числе «Беломорканал», «Казбек», советская «Герцеговина Флор» и других.

## Биография
Родился в Бахчисарае Таврической губернии в семье греков-табачников. В 15 лет поступил учеником на табачную фабрику «Босфор» на Васильевском острове в Санкт-Петербурге, где работал его родной дядя Демосфен Иванович Иоаниди.
Позже В. И. Иоаниди стал на этой фабрике экспедитором, в 1905 — старшим табачным мастером и дегустатором, а с 1925 по 1957 (до выхода на пенсию) был главным табачным мастером и дегустатором на табачной фабрике им. Урицкого (переименованная в советское время фабрика «Лаферм»).
Первые папиросы, рецептуру которых создал В. И. Иоаниди, — легендарные «Беломорканал», самые известные и популярные папиросы в Советском Союзе. Рецепт «Беломора» представлял собою смесь азербайджанских и молдавских табаков, пропорции которых до сих пор хранятся в секрете.
Иоаниди также стал автором и создателем рецептуры табачных смесей таких папирос, как «Казбек» (рисунок на пачке со всадником на фоне гор и неба утверждал лично Сталин), «Ленинградские», «Красная звезда» и других, а также создал новую рецептуру для папирос «Герцеговина Флор».
В годы блокады Ленинграда В. И. Иоаниди работал на фабрике над рецептами изготовления табачных суррогатов для красноармейцев. Как писал Д. В. Павлов, бывший тогда уполномоченным Комитета Обороны по продовольственному снабжению войск Ленинградского фронта и населения Ленинграда, «на пивоваренных заводах Питера нашли 27 тонн хмеля, который полностью использовали как добавку (10-12 %) к табаку… Много труда в изготовлении суррогатов табака приложил главный табачный мастер фабрики им. Урицкого В. И. Иоаниди. Благодаря его изобретательности, обработанные в определённых пропорциях с хмелем и табачной пылью листья деревьев напоминали курильщикам вкус натурального табака. Успешное применение суррогатов дало возможность снабжать солдат куревом бесперебойно».
В январе 1957 году Иоаниди ушёл на пенсию, но часто посещал фабрику.
Умер в 1971 году. Журнал «Табак» опубликовал некролог на смерть «одного из старейших работников табачной промышленности».

### Награды
Был награждён орденом «Знак Почёта» (1942) и многими медалями.

### Семья
В 1917 году женился на Марии Ивановне Бойцовой из Валдайского уезда Новгородской губернии. Детей у Василия Ивановича не было, он удочерил племянницу Евгению (дочь брата Георгия, расстрелянного в 1939 году по приговору НКВД по Ростовской области, утверждённому народным комиссаром НКВД СССР Н. И. Ежовым), от которой родились внуки Валерий и Елена.

### Память
В экспозиции Музея истории Санкт-Петербурга в разделе «Блокада» есть материал, посвященный В. И. Иоаниди.